# Saint-Didier-au-Mont-d'Or
Saint-Didier-au-Mont-d'Or este o comună în departamentul Rhône din sud-estul Franței. În 2009 avea o populație de 6.428 de locuitori.

## Evoluția populației
| An        | 1975  | 1982  | 1990  | 1999  | 2006  | 2009  |
| --------- | ----- | ----- | ----- | ----- | ----- | ----- |
| Populație | 4.648 | 5.115 | 5.967 | 6.154 | 6.340 | 6.428 |